# Timofei Michailowitsch Schischkanow
Timofei Michailowitsch Schischkanow (russisch Тимофей Михайлович Шишканов; * 10. Juni 1983 in Moskau, Russische SFSR) ist ein ehemaliger russischer Eishockeyspieler, der unter anderem 24 Spiele in der National Hockey League und 271 Spiele in der Kontinentalen Hockey-Liga absolviert hat.

## Karriere
1999 begann Schischkanow seine Karriere beim HK Spartak Moskau und spielte dort bis 2001, ehe der Stürmer für eine Saison zum Stadtrivalen HK ZSKA Moskau ging. Er wurde beim NHL Entry Draft 2001 in der zweiten Runde an der 33. Stelle von den Nashville Predators ausgewählt. Beim CHL Import Draft 2002 zogen ihn die Remparts de Québec in der ersten Runde als insgesamt 17. Spieler. Für das Team spielte er ein Jahr in der QMJHL und wurde in das 2003 First All-Star-Team gewählt. Bei den Predators debütierte er in der Saison 2003/04, spielte aber die meiste Zeit bei den Milwaukee Admirals, mit denen er 2004 den Calder Cup gewann. Im selben Jahr nahm er am AHL All-Star Classic teil und wurde in das AHL All-Rookie Team gewählt.
2005 wurde er an die St. Louis Blues abgegeben. Die meiste Zeit in Nordamerika verbrachte er in der American Hockey League bei den Milwaukee Admirals und Peoria Rivermen, bevor er zur Saison 2006/07 in die Russische Superliga zu Witjas Tschechow zurückkehrte. Nach weiteren Stationen in Russland wurde Schischkanow 2009 vom HK Awangard Omsk unter Vertrag genommen. Für Awangard spielte Schischkanow zwei Jahre in der Kontinentalen Hockey-Liga, wobei er in 84 KHL-Partien 14 Tore erzielte. Nach der Saison 2010/11 lief sein Vertrag aus und Schischkanow wurde vom HK Sibir Nowosibirsk verpflichtet. Im November 2011 wechselte er innerhalb der KHL zu Atlant Mytischtschi und absolvierte über 30 KHL-Partien für den Klub, ehe er im August 2012 aus seinem Vertrag entlassen wurde. Anschließend spielte er für den THK Twer in der Wysschaja Hockey-Liga, ehe er im November des gleichen Jahres von Amur Chabarowsk unter Vertrag genommen wurde. Im April 2013 wurde sein Vertrag bei Amur bis zum Ende der Spielzeit 2013/14 verlängert. Anschließend wurde Schischkanow vom neu gegründeten HK Sotschi verpflichtet. 2015 wechselte er in die Asia League Ice Hockey, in der er drei Jahre für den HK Sachalin und eines für die Tōhoku Free Blades spielte, ehe er 2019 seine Karriere beendete.

### International
Im U18-Bereich spielte Timofei Schischkanow bei der Weltmeisterschaft 2001. Mit der russischen U20-Nationalmannschaft nahm er an der Junioren-Weltmeisterschaft 2003 teil. Bei beiden Turnieren wurde er mit seiner Mannschaft Weltmeister.

## Erfolge und Auszeichnungen
- 2003 QMJHL First All-Star Team
- 2004 Teilnahme am AHL All-Star Classic
- 2004 Calder-Cup-Gewinn mit den Milwaukee Admirals
- 2004 AHL All-Rookie Team

### International
- 2000 Goldmedaille bei der World U-17 Hockey Challenge
- 2001 Goldmedaille bei der U18-Junioren-Weltmeisterschaft
- 2003 Goldmedaille bei der U20-Junioren-Weltmeisterschaft

## Karrierestatistik
(Legende zur Spielerstatistik: Sp oder GP = absolvierte Spiele; T oder G = erzielte Tore; V oder A = erzielte Assists; Pkt oder Pts = erzielte Scorerpunkte; SM oder PIM = erhaltene Strafminuten; +/− = Plus/Minus-Bilanz; PP = erzielte Überzahltore; SH = erzielte Unterzahltore; GW = erzielte Siegtore; 1 Play-downs/Relegation; Kursiv: Statistik nicht vollständig)